# Cinachyrella levantinensis
Cinachyrella levantinensis är en svampdjursart som beskrevs av Vacelet, Bitar, Carteron, Zibrowius och Perez 2007. Cinachyrella levantinensis ingår i släktet Cinachyrella och familjen Tetillidae. Inga underarter finns listade i Catalogue of Life.